# Concerto (Angelo Branduardi)
Concerto è il primo album live del cantautore italiano Angelo Branduardi: contiene sia brani in italiano che brani in inglese registrati dal vivo in vari concerti tra il 1978 e il 1979 durante il tour La Carovana del Mediterraneo. La raccolta dei tre album in vinile è stata ristampata in due CD. Le prime 12 tracce si trovano sul CD1 mentre le altre 10 sul CD2.

## Tracce

### CD 1
1. L'uomo e la nuvola – 11:53
2. Tanti anni fa – 4:35
3. The Stag – 3:20
4. Under the Lime Tree – 2:38
5. Alla fiera dell'est – 11:20
6. Se tu sei cielo – 3:28
7. Confessioni di un malandrino – 4:52
8. Il gufo e il pavone – 4:52
9. La pulce d'acqua – 4:28
10. Lady – 6:12
11. Gli alberi sono alti – 4:30
12. Old Man and Butterflies – 4:32

### CD 2
1. Il signore di Baux – 5:11
2. Il ciliegio – 4:25
3. Donna mia – 4:22
4. Re di speranza – 6:14
5. Cogli la prima mela – 7:25
6. La luna – 7:28
7. The Song of Eternal Numbers – 5:00
8. Ballo in fa diesis minore – 8:05
9. The Lady and the Falconer – 10:10
10. Il poeta di corte – 5:44

## Versione LP

### Lato 1
1. L'uomo e la nuvola
2. Tanti anni fa
3. The Stag
4. Under the Lime Tree

### Lato 2
1. Alla fiera dell'est
2. Se tu sei cielo
3. Confessioni di un malandrino
4. Il gufo e il pavone

### Lato 3
1. La pulce d'acqua
2. Lady
3. Gli alberi sono alti
4. Old men and butterflies

### Lato 4
1. Il signore di Baux
2. Il ciliegio
3. Donna mia
4. Re di speranza

### Lato 5
1. Cogli la prima mela
2. La luna
3. The song of eternal numbers

### Lato 6
1. Ballo in fa diesis minore
2. The Lady and the falconer
3. Il poeta di corte